# Canon EOS 450D

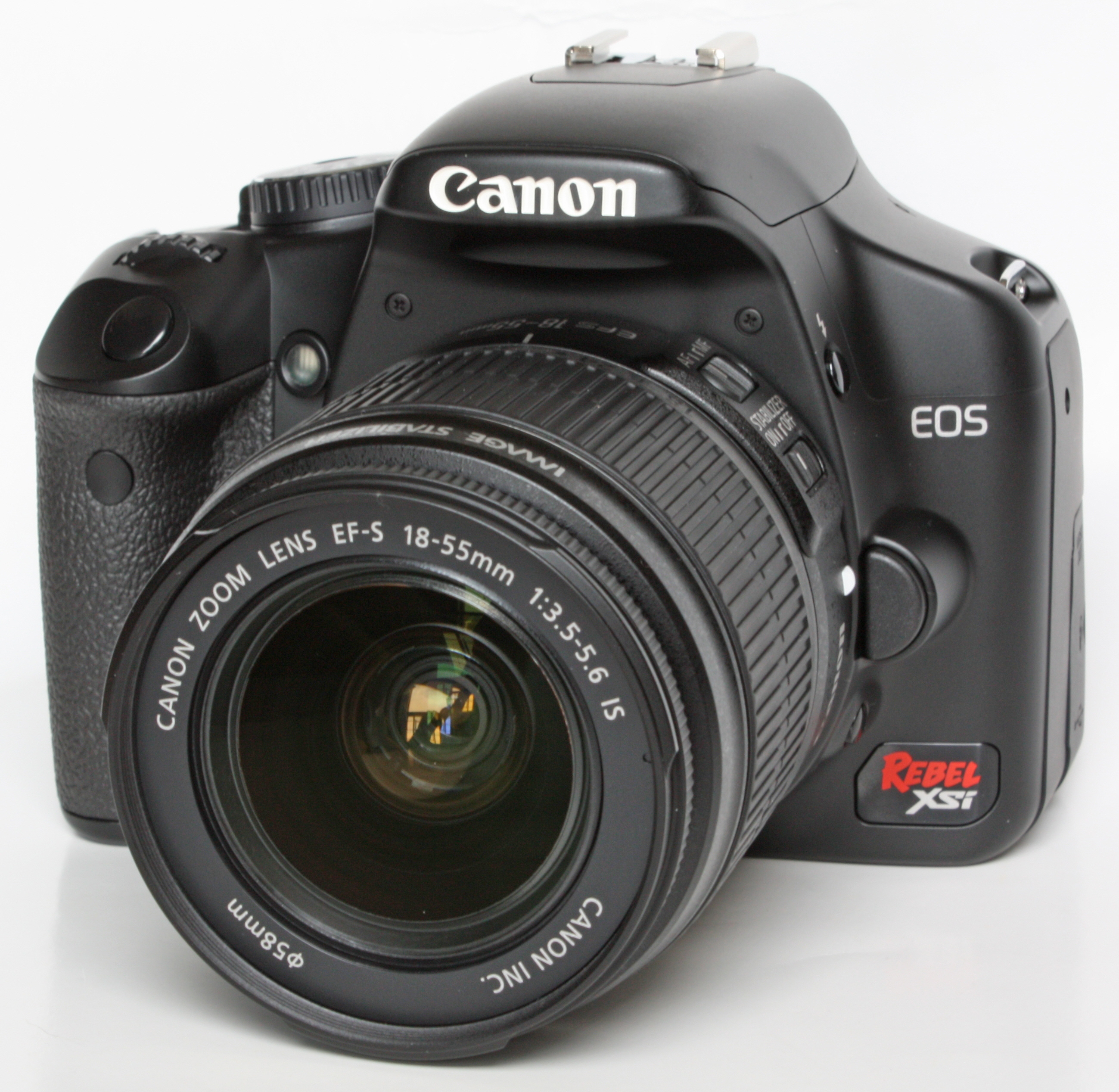
EOS 450D

Canon EOS 450D (w Ameryce Północnej EOS Rebel XSi, w Japonii EOS Kiss X2) – cyfrowa lustrzanka jednoobiektywowa, należąca do serii EOS, produkowana przez japońską firmę Canon. Jest następcą modelu 400D i poprzednikiem modelu 500D. Została oficjalnie zaprezentowana 24 stycznia 2008 roku.